# 이서환
이서환(본명: 이영기, 1973년~)은 대한민국의 배우, 작가이다.

## 학력
- 인천대학교 독어독문학과 학사

## 출연

### 드라마
- 2005년 KBS2 《KBS 드라마시티 - 다 함께 차차차》
- 2016년 SBS 《닥터스》 - 음반가게 사장 역
- 2016년 KBS2 《KBS 드라마 스페셜 - 한여름의 꿈》 - 권찬수 역
- 2017년 tvN 《내일 그대와》 - 운전기사 역
- 2017년 KBS2 《아버지가 이상해》 - 김규용 팀장 역
- 2017년 SBS 《언니는 살아있다》- 보석점 직원 역
- 2017년 KBS2 《쌈 마이웨이》 - 담임 선생님 역
- 2017년 KBS2 《KBS 드라마 스페셜 - 까까머리의 연애》
- 2017년 tvN 《크리미널 마인드》 - 조석환 역
- 2017년 SBS 《의문의 일승》 - 교도관 역
- 2018년 TV조선 《대군 - 사랑을 그리다》
- 2018년 JTBC 《스케치》- 점퍼남 역
- 2019년 TV조선 《바벨》
- 2019년 tvN 《로맨스는 별책부록》 - 송해린의 아버지 역
- 2019년 JTBC 《아름다운 세상》 - 정만섭 역
- 2019년 MBC 《특별근로감독관 조장풍》
- 2019년 KBS2 《저스티스》 - 국진태 역
- 2019년 OCN 《보이스 3》
- 2019년 OCN 《모두의 거짓말》 - 최치득 역
- 2020년 채널A 《유별나! 문셰프》 - 조철남 역
- 2020년 KBS2 《출사표》 - 허덕구 역
- 2020년 KBS2 《KBS 드라마 스페셜 - 연애의 흔적》 - 팀장 역
- 2021년 KBS2 《대박부동산》
- 2021년 tvN 《악마판사》 - 박두만 역
- 2021년 JTBC 《인간실격》 - 장규 역
- 2021년 KBS2 《연모》 - 예부시랑 역 (특별출연)
- 2021년 Netflix 《오징어 게임》 - 박정배 역
- 2022년 tvN 《O'PENing - 1등 당첨금 찾아가세요》 - 왕장규 역
- 2022년 KBS2 《너에게 가는 속도 493km》 - 김시봉 역
- 2022년 ENA 《이상한 변호사 우영우》 - 마을 이장 역 (특별출연)
- 2022년 tvN 《조선 정신과 의사 유세풍》 - 신귀수 역
- 2022년 MyVideo 《날아올라라, 나비》
- 2023년 Wavve 《박하경 여행기》 - 슈퍼사장 역
- 2023년 Netflix 《정신병동에도 아침이 와요》 - 성식의 형 역
- 2023년 Disney+ 《비질란테》 - 곽창현 역
- 2024년 SBS 《굿파트너》 - 재판장 역
- 2024년 Netflix 《종말의 바보》 - 행보관 역
- 2024년 JTBC 《옥씨부인전》 - 김낙수 역
- 2024년 Disney+ 《강남 비-사이드》 - 이한평 역
- 2024년 KBS2 《KBS 드라마 스페셜 - 핸섬을 찾아라》 - 박광배 역
- 2024년 Netflix 《오징어 게임 시즌 2》 - 박정배 역
- 2025년 MBC 《언더커버 하이스쿨》 - 김 국장 역
- 2025년 Netflix 《오징어 게임 시즌 3》 - 박정배 역 (특별출연)
- 2025년 tvN 《서초동》 - 성유덕 역

### 영화
- 2016년 《여고생》 - 담임 역
- 2017년 《특별시민》 - 변 캠프 정책 2 역
- 2017년 《7호실》 - 만취남 역
- 2018년 《영주》 - 공장 형사 2 역
- 2018년 《마약왕》 - 쇠파리 역
- 2019년 《말모이》 - 이 부장 역
- 2019년 《증인》 - 부동산업자 역
- 2019년 《돈》 - 금감원 문 팀장 역
- 2019년 《악인전》 - 앞차남 역
- 2019년 《비스트》 - 감식반 역
- 2019년 《선물》 - 목업 공장 주인 역
- 2019년 《신의 한 수: 귀수편》 - 외톨이 부 역
- 2019년 《카센타》 - 임 과장 역
- 2019년 《천문: 하늘에 묻는다》 - 정 내관 역
- 2020년 《다만 악에서 구하소서》 - 이영배 역
- 2022년 《젠틀맨》 - 이 반장 역
- 2023년 《콘크리트 유토피아》 - 박 소장 역
- 2023년 《소년들》 - 수사 팀장 역
- 2024년 《핸섬가이즈》 - 부동산 사장 역
- 2025년 《야당》 - 김승환 역
- 2025년 《소주전쟁》 - 허준석 역

### 공연

#### 연극
- 2011년 《오픈 유어 아이즈》
- 2014년 《망원동 브라더스》 - 슈퍼 할배 역
- 2016년 《장수상회》 - 멀티남 역

#### 뮤지컬
- 2004년 《노틀담의 꼽추》
- 2006년 《지킬 앤 하이드》 - 주교 역
- 2006년 《황진이》
- 2006년 《신사 숙녀 여러분》
- 2007년 《명성황후》
- 2008년 《빨래》 - 빵 역
- 2009년 《빨래》 - 서점 사장 역
- 2010년 《맨 오브 라만차》 - 신부 역
- 2011년 《페임》 - 미스터 마이어스 역
- 2012년 《라스트 위시》 - 박사 역
- 2013년 《날아라 박씨》 - 대표 역
- 2013년 《화려한 휴가》
- 2014년 《러브레터》 - 할아버지 역
- 2015년 《담배가게 아가씨》 - 정만식 역
- 2016년 《신과 함께 가라》 - 라이스 역
- 2016년 《그 여름, 동물원》 - 그들 역
- 2016년 《담배가게 아가씨 시즌 2》 - 정만식 역
- 2017년 《락시터》 - 오범하 역
- 2017년 《혐오스런 마츠코의 일생》 - 아카기 / 아버지 역
- 2018년 《블루레인》 - 존 루키페르 역

### 광고
- 2014년 동원F&B 양반 김 (With 장동민, 유병재)

## 제작

### 공연

#### 연극
- 2013년 《오동리 소방서》 - 대본
- 2014년 《망원동 브라더스》 - 각색

#### 뮤지컬
- 2005년 《네버 엔딩 스토리》 - 대본

### 광고
- 2013년 교촌에프앤비 교촌 - 시안
- 2013년 현대카드 마이메뉴 - 대동여지도의 눈물 - 시안